# Kaponig-Biwak
Das Kaponig-Biwak, auch Kaponigtörl-Hütte, ist eine unbewirtschaftete Biwakschachtel der Sektion Graz des Österreichischen Alpenvereins auf 2537 m ü. A. über dem Kaponigtal am Reißeck-Höhenweg sowie dem Ruperti-Weitwanderweg bei Mallnitz.
Das Biwak wurde 1971 errichtet und 2016 saniert. Es ist ein Notunterstand ausgestattet mit 2 Bänken. Mobilfunkverbindung ist je nach Netzbetreiber einige Meter abseits der Biwakschachtel vorhanden.

## Zustieg
- Arthur-von-Schmid-Haus 2281 m ü. A., Gehzeit: 2½ Stunden
- Gießener Hütte 2202 m ü. A.,Gehzeit: 3½ Stunden
- Busstation Obervellach über Seescharte 1096 m ü. A., Gehzeit: 7½ Stunden
- Reißeckhütte 2287 m ü. A., Gehzeit: 6½ Stunden
- Mallnitz Bahnhof über Arthur-von-Schmid-Haus, Gehzeit: 6½ Stunden[2]

## Karten
- Alpenvereinskarte Blatt 44 Hochalmspitze-Ankogel, Ausgabe 2018, Maßstab 1:25.000.